# Cees den Heyer
Cees J. den Heyer (Scheveningen, 6 april 1942 – 31 maart 2021) was een Nederlandse protestantse theoloog.

## Biografie
Tot 1 januari 2002 was Den Heyer hoogleraar Nieuwe Testament en Bijbelse Theologie aan de Theologische Universiteit Kampen (Oudestraat). Daarna was hij tot 2007 werkzaam als docent Bijbelse Theologie aan het Doopsgezind Seminarium te Amsterdam. Hij publiceerde boeken over Jezus en Paulus en een theologisch zelfportret onder de titel "Ruim geloven" (2000).
Den Heyer kwam vooral in het nieuws door de publicatie van zijn boek over de verzoeningsleer, zoals die vanuit de klassieke christologie als dogma is vastgelegd. Na grondig onderzoek kwam hij tot de conclusie dat de verzoeningsleer zoals die in de dogmatiek van de (orthodox-)protestantse kerken wordt uiteengezet, niet strookt met de teksten in de evangeliën uit het Nieuwe Testament. Met name het dogma van de verzoenende betekenis van het lijden en sterven van Jezus Christus is naar zijn mening niet terug te vinden in de Bijbelse geschriften. De hevige discussies die hierover binnen de kerken ontstonden en de kerkelijke procedures waarin hij jarenlang verwikkeld werd, deden Den Heyer uiteindelijk besluiten de Gereformeerde Kerk te verlaten.
In zijn boek "Van Jezus naar Christendom. De ontwikkeling van tekst tot dogma" (2005) beschreef Den Heyer hoe teksten uit verschillende bronnen geleid hebben tot de uiteindelijke klassieke christologische dogma's. De aanleiding voor zijn boek was de idee dat deze dogma's de gelovige christen heden ten dage vreemd zijn geworden. Er zou niets anders resten dan terug te keren naar de bronnen en op zoek te gaan naar nieuwe vindplaatsen van inspiratie voor de uitleg van de Bijbelse teksten, onder meer met behulp van recente publicaties, studies en ontdekkingen zoals de Nag Hammadigeschriften en de Dode Zeerollen.
In 2017/2018 gaf hij in het kader van de Krooncursus van het Doopsgezind Seminarium een cursus met als thema "Jezus, een geschiedenis".
Cees den Heyer overleed op 31 maart 2021 op 78-jarige leeftijd aan de gevolgen van een auto-ongeluk op 20 maart 2021.

## Publicaties
- Was Jezus een Farizeeër? (gespreksboekje) - 1974
- Matteüs en de Joden (brochure in de reeks Verkenning & Bezinning, 8e jaargang, nr. 3, december 1974) - 1974
- Joodse literatuur over het lijdensverhaal van Jezus (brochure Verkenning & Bezinning, 11e jaargang, nr. 3, december 1977) - 1977
- Exegetische methoden in discussie. Een analyse van Marcus 10,46-13,37 - 1978 (dissertatie)
- 'Struktuur-analyse'. In: Gereformeerd Theologisch Tijdschrift 79 - 1979
- 'Het Nieuwe Testament na Auschwitz'. In: Willem Zuidema e.a., Isaak wordt weer geofferd. De verwerking van de Holocaust door jodendom en christendom - 1980
- 'Inleiding'. In: A. Schweitzer, Jezus. Capita Selecta uit Schweitzers theologie. Samengesteld en ingeleid door dr. C.J. den Heyer - 1981
- 'Oude wijn is voortreffelijk'. Over de noodzaak van onderwijs en onderzoek van het Jodendom aan en theologische faculteit - 1981
- 'Een struktuur-analyse van Johannes 20,1-18'. In: Rondom het Woord 23 - 1981
- Hoe krijgt de bijbel betekenis ? Semiotiek toegepast op bijbelse teksten - 1982 (met C.M. Overdulve en J.C.E. Meij)
- De messiaanse weg. I: Messiaanse verwachtingen in het Oude Testament en in de vroeg-joodse traditie - 1983
- 'Ben ik een leerling van de Amsterdamse school ?'. In SUMMA (Blad van de Theologische Faculteit van de Universiteit van Amsterdam) 16e jaargang, nr. 4, december 1984 - 1984
- Marcus I. Een praktische bijbelverklaring (Tekst & Toelichting) - 1985
- De Messiaanse weg. II: Jezus van Nazaret - 1986
- De oude bijbel in een moderne wereld - 1988
- 'Toen werd het woord van de profeet vervuld ...'Oudtestamentisch-joodse achtergronden van de geboorteverhalen in het Nieuwe Testament. In: W. Weren e.a., Geboorteverhalen van Jezus:feit en fictie - 1988
- Beelden van Jezus (serie: Ter Sprake, 50) - 1989
- Matteüs. Tussen Oud en Nieuw. Serie Toerusting,135,5-6-89. Boekencentrum, Den Haag. 1989
- De maaltijd van de Heer. Exegetische en bijbeltheologische studie over Pascha en Avondmaal - 1990
- Een Bijbel - Twee Testamenten. De plaats van Israël in een Bijbelse theologie - 1990
- Een Joodse Jezus - de Christus der kerken. De plaats van Israël in de Christologie (Verkenning & Bezinning 6)- 1992
- Kruispunten op de messiaanse weg. Beelden van Jezus in het Nieuwe Testament - 1993
- 'Onvoltooide zoektocht: een evaluatie'. In: H.L. van Stegeren-Keizer e.a., Een kerk op zoek naar Israël. Geschiedenis van het deputaatschap voor 'Kerk en Israël' van de Gereformeerde Kerken in Nederland 1875-1995 - 1995
- Opnieuw: wie is Jezus? Balans van 150 jaar onderzoek naar Jezus - 1996
- Verzoening. Bijbelse notities bij een omstreden thema - 1997
- Paulus: man van twee werelden - 1998
- De messiaanse weg. Van Jesjoeja van Nazareth tot de Christus van de Kerken - 1998
- 'Christus of messias - een gecompliceerd vertaalprobleem'. In: Interpretatie 7e jaargang nr. 4 - 1999
- 'Een boek over vaders en zonen. Mogelijkheden en onmogelijkheden van een feministische christologie'. In: Communique 15e jaargang, nr. 3, juli 1999 - 1999
- Symbolen in de bijbel. Woorden en hun betekenis - 2000 (met P. Schelling)
- Ruim geloven. Een theologisch zelfportret - 2000
- Van Jezus naar Christendom. Ontwikkeling van tekst tot dogma - 2005
- Het boek der verandering. De bijbel als bron van alternatief christendom - 2006[5]
- Twee testamenten. Reden tot vreugde of bron van tegenspraak - 2007[5]
- Verlichte voorgangers. De strijd tussen dogma en Bijbel in Nederland - 2011, Zoetermeer : Meinema[6]